# Lady's Holm
Pour les articles homonymes, voir Holm.
Ne doit pas être confondu avec Lady Isle.
Lady's Holm est une île des Shetland.